# NGC 208
NGC 208 (również PGC 2420) – galaktyka spiralna (Sa), znajdująca się w gwiazdozbiorze Ryb. Odkrył ją Albert Marth 5 października 1863 roku.